# Natalia Chelikhova
Natalia Alekseïevna Chelikhova (en russe : Ната́лья Алексе́евна Ше́лихова ; 1762-1810), est une entrepreneuse russe et la femme de Grigori Chelikhov, fondateur des premiers établissements russes en Amérique du Nord. Elle fait partie des fondateurs de la Compagnie russe d'Amérique et a été décrite comme une des premières entrepreneuses russes à succès.

## Biographie
Natalia Alekseïevna Kojévina naît au sein d'un clan important de navigateurs et de cartographes, à Okhotsk. Elle bénéficie d'une éducation extrêmement limitée pendant son enfance. En 1775, à treize ans, Natalia Alekseïevna épouse le marchand de fourrures Grigori Chelikhov. Ils fondent la compagnie Chelikhov-Golikov en 1782.
À la fin des années 1780, le couple s'installe à Irkoutsk. En l'absence de Grigori Chelikhov, Chelikhova gère les affaires économiques et les relations publiques de l'entreprise. Les agents de son époux lui rapportent toutes leurs informations directement, et elle suit les nouvelles importantes grâce à ses amies, femmes de généraux. Elle négocie également des contrats en tant que représentante de son mari.
La participation des femmes aux affaires commerciales est très inhabituelle à l'époque, mais elle parvient à gagner le respect des personnes les plus hauts gradées, qui s'adressent à elles avec le titre honorifique de « mère ». Elle n'a pas suivi de formation, mais se fait respecter avec fermeté, charme et une certaine habileté à se faire apprécier.
En 1795, la fille des Chelikhov, Anna, épouse le diplomate Nikolaï Rezanov, créant un lien entre leur famille et le gouvernement russe. La même année, à la mort de Grigori Chelikhov, sa femme demande un permis spécial pour devenir propriétaire de l'entreprise qu'ils ont créée ensemble. L'idée est controversée à la fois socialement et légalement, et le processus prend plusieurs années. Pendant ce temps, Natalia négocie directement avec le gouvernement russe. 
En 1799, elle arrive à un accord avec le gouvernement russe, et cet accord donne naissance à la Compagnie russe d'Amérique.
À sa mort, les Chelikhov ont cinq filles et un fils en vie.